# Tituria hebes
Tituria hebes är en insektsart som beskrevs av Walker 1858. Tituria hebes ingår i släktet Tituria och familjen dvärgstritar. Inga underarter finns listade i Catalogue of Life.